# هدایت هیدرولیک
هدایت هیدرولیک (به انگلیسی: Hydraulic conductivity)، با نماد K، نوعی ویژگی در خاک، سنگ و گیاهان آوندی است که سهولت جریان آب را در فضاهای خالی و شکاف‌ها نشان می‌دهد. میزان آن به میزان نفوذپذیری ماده و درصد رطوبت آن بستگی دارد. Ksat یا هدایت هیدرولیک حالت اشباع میزان توان جابجایی آب در حالتی که محیط اشباع است را نشان می‌دهد.

## روش‌های تعیین

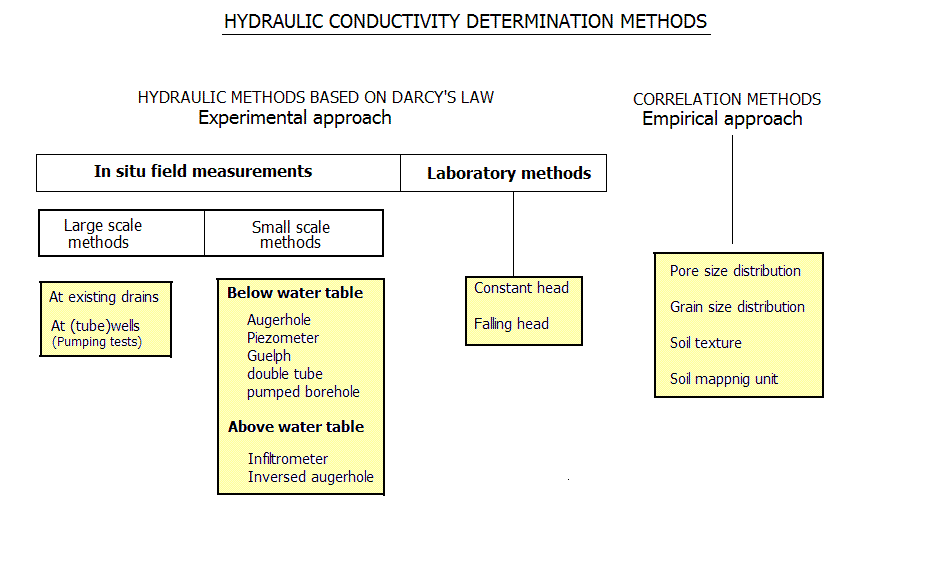
خلاصه‌ای از روش‌های تعیین هدایت هیدرولیکی.

دو رویکرد کلی برای تعیین میزان هدایت هیدرولیک آب وجود دارد:
- رویکرد تجربی، در این رویکرد هدایت هیدرولیک وابسته به ویژگی‌های خاک مانند پوکی، توزیع اندازه‌های گوناگون دانه‌های خاک در لایه‌های آن و بافت خاک است.
- رویکرد آزمایشگاهی، در این رویکرد هدایت هیدرولیکی را به کمک آزمایش‌های هیدرولیکی و استفاده از قانون دارسی بدست می‌آوریم.

روش آزمایشگاهی خود به دو دسته بزرگ زیر تقسیم می‌شود:
- آزمون آزمایشگاهی بر روی نمونه‌های برداشته‌شده از خاک محل[۱]
- آزمون میدانی (آزمون درجا) که خود شامل دو زیرگروه‌است:
  - آزمون‌های میدانی در اندازهٔ کوچک که به کمک مشاهدهٔ بلندی سطح آب در فضاهای خالی خاک انجام می‌شود.
  - آزمون‌های میدانی در اندازهٔ بزرگ مانند آزمون پمپ یا آزمون تخلیه در چاه یا به کمک مشاهدهٔ نحوهٔ عملکرد سامانهٔ افقی زهکشی محل.

آزمون‌های میدانی در اندازهٔ کوچک خود دوباره به دو زیرشاخهٔ دیگر زیر تقسیم می‌شوند:
- نفوذ به فضاهای خالی که در بالای سطح آب زیرزمینی قرار دارند.
- نفوذ به فضاهای خالی که در زیر سطح آب زیرزمینی قرار دارند.

## برآورد به کمک روش تجربی

### برآورد از روی اندازهٔ دانه‌ها
شِفرد با بررسی اندازهٔ دانه‌ها توانست یک رابطهٔ تجربی برای برآورد تقریبی هدایت هیدرولیک به دست آورد:
{\displaystyle K=a(D_{10})^{b}}
که در آن
{\displaystyle a} و {\displaystyle b} پارامترهای تجربی بدست آمده از روی جنس خاک‌اند.
{\displaystyle D_{10}} قطر دانه‌ای است که ۱۰ درصد دانه‌های خاک از آن کوچکتر است.
هشدار: شفرد در سومین تصویری که نشان داده بود به روشنی از {\displaystyle D_{10}} به جای {\displaystyle D_{50}} استفاده کرده بود. بنابراین رابطه به صورت {\displaystyle K=a(D_{50})^{b}} در می‌آید. او در شکلی که کشیده بود بر پایهٔ تحلیلی که از داده‌ها براساس {\displaystyle D_{10}} تا {\displaystyle D_{50}} بدست می‌آید، روش‌های گوناگونی را بسته به نوع ماده پیشنهاد کرده بود.

### تابع Pedotransfer
تابع Pedotransfer یا PTF یک روش ویژهٔ برآورد تجربی است که در علوم خاک و آبشناسی کاربرد دارد. روش‌های PTF گوناگونی در دسترس است که در همهٔ آن‌ها تلاش می‌شود تا ویژگی‌های خاک مانند هدایت هیدرولیکی، اندازهٔ دانه‌های خاک و چگالی خاک (جرم دانه‌های خاک به حجم دانه‌ها و فضای خالی میان آن‌ها) به دست آورده شود.

## تعیین به کمک رویکرد آزمایشگاهی
چندین آزمون آزمایشگاهی آسان و ارزان برای به دست آوردن هدایت هیدرولیکی خاک وجود دارد.

### آزمون‌های آزمایشگاهی

#### ارتفاع آب ثابت
روش ارتفاع ثابت آب معمولاً در خاک‌های دانه‌ای مورد استفاده قرار می‌گیرد. در این رویکرد به آب اجازه داده می‌شود تا در یک فشار یکنواخت (ارتفاع آب در لوله‌های فشار یکنواخت است) داخل خاک حرکت کند، در این حالت در یک بازهٔ زمانی معلوم حجم آب جابجا شده در طول نمونهٔ خاک را اندازه می‌گیرند. اگر {\displaystyle Q} مقدار آب جابجا شده، {\displaystyle L} طول نمونهٔ خاک، {\displaystyle A} سطح مقطع نمونه، {\displaystyle t} مدت زمان لازم برای جابجایی مقدار آب {\displaystyle Q} در داخل نمونه و {\displaystyle h} ارتفاع آب (در لولهٔ فشارسنج) باشد، آنگاه هدایت هیدرولیکی از رابطهٔ زیر به دست می‌آید:
{\displaystyle Q=Av\,}
که در آن {\displaystyle v} سرعت جریان آب است. با استفاده از قانون دارسی داریم:
{\displaystyle v=Ki\,}
اگر گرادیان هیدرولیکی را با {\displaystyle i} نمایش دهیم:
{\displaystyle i={\frac {h}{L}}}
که در آن {\displaystyle h} اختلاف ارتفاع سطح آب در لوله‌های فشارسنج در دو سوی فاصلهٔ {\displaystyle L} است. مقدار آب جابجا شده می‌شود:
{\displaystyle Q={\frac {AKh}{L}}}
و هدایت هیدرولیکی یا {\displaystyle K} برابر می‌شود با:
{\displaystyle K={\frac {QL}{Ah}}}

#### افت ارتفاع آب یا بار افتان
درحالتی که افت ارتفاع آب داریم، روش کاملاً با ارتفاع ثابت آب متفاوت است. این روش برای هر دو گونه خاک ریزدانه و درشت دانه قابل استفاده‌است. نخست باید نمونهٔ خاک را در یک ارتفاع ثابت آب، کاملاً اشباع کرد. سپس باید به آب اجازه داد تا در طول نمونه جریان پیدا کند در این حالت دیگر ارتفاع آب را در طول نمونه ثابت نگه نمی‌داریم.
{\displaystyle K={\frac {2.3aL}{At}}\log \left({\frac {h_{1}}{h_{2}}}\right)}

### آزمون میدانی یا آزمون برجا

#### روش سوراخ با مته
چندین روش برجا برای اندازه‌گیری میزان هدایت هیدرولیکی خاک وجود دارد.
هنگامی که عمق آب کم باشد (ارتفاع آب در لوله‌های فشارسنج کم باشد) روش سوراخ با مته یا augerhole method که یک روش نفوذی برای بدست آوردن هدایت هیدرولیکی در عمقی پایین‌تر از ارتفاع آب است. این روش برای نخستین بار از سوی هوگوت (۱۹۳۴) در هلند پیشنهاد شد و در آمریکا بوسیلهٔ فان باول‌آن‌کیرخام (۱۹۴۸) معرفی شد.
این روش به ترتیب شامل گام‌های زیر است:
1. سوراخی (با مته) بر روی خاک ایجاد می‌کنیم و تا عمقی که پایین‌تر از ارتفاع آب باشد پیش می‌رویم.
2. آب از سوراخ بیرون خواهد زد.
3. نرخ بالا آمدن آب از سوراخ را باید یادداشت کرد.
4. مقدار K از رابطهٔ زیر بدست می‌آید:[۷]

Kh = C (Ho-Ht) / t

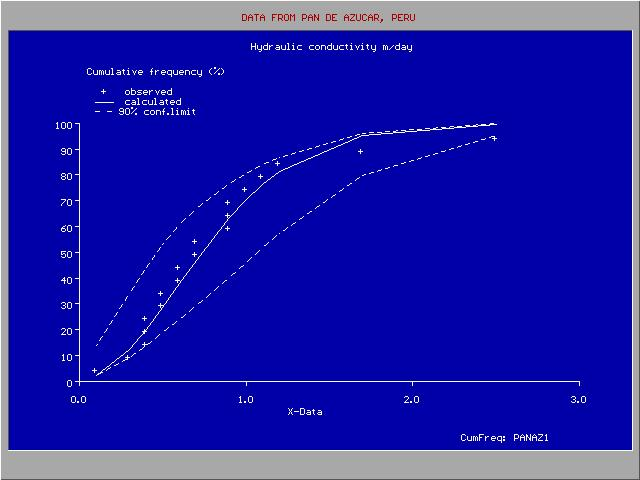
توزیع تجمعی هدایت هیدرولیکی (لُگ نرمال). داده‌ها در محور x است.

که در آن Kh هدایت هیدرولیکی اشباع در جهت افقی است و یکای آن متر بر روز (m/day) می‌باشد. H عمق آب در سوراخ که نسبت به ارتفاع آب در خاک سنجیده می‌شود و یکای آن سانتی‌متر است. Ht همان H در زمان t است. در نتیجه H۰، همان H در زمان t = 0 است. یکای t ثانیه می‌باشد. F عاملی وابسته به هندسهٔ سوراخ است.
F = 4000{\displaystyle r} / {\displaystyle h'}(20+D/{\displaystyle r})(2−{\displaystyle h'}/D)
در رابطهٔ بالا، r با یکای سانتی‌متر، شعاع سوراخ استوانه‌ای است. {\displaystyle h'} با یکای سانتی متر، عمق متوسط آب در سوراخ نسبت به آب در خاک است و {\displaystyle h'}=(Ho+Ht)/۲ می‌باشد و D عمق کف سوراخ نسبت به ارتفاع آب در خاک است (سانتی متر).
نگارهٔ روبرو، هدایت هیدرولیک اندازه‌گیری شده با این روش در زمینی به مساحت ۱ هکتار را نشان می‌دهد. نسبت بیشترین مقدار و کمترین مقدار آن ۲۵ است. در این نمودار از توزیع لگ نرمال استفاده شده‌است.

## مقدارهای مرتبط

### توان جابجایی
یک سفرهٔ آب زیرزمینی، می‌تواند از {\displaystyle n} لایهٔ خاک تشکیل شده باشد. توان جابجایی (به انگلیسی: Transmissivity) در جهت افقی Ti برای لایهٔ {\displaystyle i-th} خاک که ضخامت لایهٔ اشباع آن برابر با {\displaystyle d_{i}} و هدایت هیدرولیکی افقی آن Khi است برابر است با:
Ti = Khi {\displaystyle d_{i}}
توان جابجایی با هدایت هیدرولیکی افقی، Khi و ضخامت، {\displaystyle d_{i}} نسبت مستقیم دارد. یکای Khi، روز/متر و یکای {\displaystyle d_{i}} متر است، در نتیجه یکای Ti (روز/متر مربع) می‌شود.
توان جابجایی برای اینکه بدانیم چه میزان آب می‌تواند در جهت افقی جابجا شود، اهمیت دارد؛ برای نمونه در یک چاه تخلیه.
توان جابجایی کل یک سفرهٔ آب زیرزمینی (Tt) عبارت است از:
Tt = Σ Ti = Σ Khi {\displaystyle d_{i}}
نماد سیگما، در عبارت بالا، نشانهٔ مجموع کل لایه‌های خاک است و {\displaystyle i}= ۱، ۲، ۳،... {\displaystyle n}

هدایت هیدرولیکی افقی ظاهری با نماد KhA از رابطهٔ زیر بدست می‌آید:
KhA = Tt / Dt
که Dt= Σ {\displaystyle d_{i}} ضخامت کل سفرهٔ آب زیرزمینی است.
توان جابجایی در یک سفرهٔ آب زیرزمینی را می‌توان بوسیلهٔ آزمون تخلیه نیز بدست آورد.
یادآوری می‌شود که، هنگامی که لایه‌ای از خاک بالای سطح آب قرار داشته باشد، آن لایه اشباع نیست و در جابجایی جریان نقشی ندارد. هرگاه ارتفاع آب در طول مسیر تغییر کند مقدار توان جابجایی نیز بسته به آن تغییر خواهد کرد.

### مقاومت
مقاومت (به انگلیسی: Resistance) در جهت عمودی، Ri برای لایهٔ {\displaystyle i-th} خاک که ضخامت لایهٔ اشباع آن برابر با {\displaystyle d_{i}} و هدایت هیدرولیکی عمودی آن Kvi است برابر است با:
Ri  = {\displaystyle d_{i}} / Kvi
یکای Kvi روز/متر، {\displaystyle d_{i}} متر و Ri روز است.

مقاومت کل سفرهٔ آب زیرزمینی (Rt) عبارت است از:
Rt = Σ Ri = Σ {\displaystyle d_{i}} / Kvi
که در آن Σ نشانهٔ مجموع روی کل لایه‌ها است.
هدایت هیدرولیک عمودی ظاهری (KvA) برابر است با:
KvA = Dt / Rt
که Dt = Σ {\displaystyle d_{i}} همان ضخامت کل سفرهٔ آب زیرزمینی است.

## یادداشت و منبع
1. ↑  Goodarzi, Mohammad Reza; Vazirian, Majid; Niazkar, Majid (January 2024). "Hydraulic Conductivity Estimation: Comparison of Empirical Formulas Based on New Laboratory Experiments". Water (به انگلیسی). 16 (13): 1854. doi:10.3390/w16131854. ISSN 2073-4441.
2. ↑  Shepherd, Russell G. (1989). "Correlations of permeability and grain-size". Ground Water. 27 (5): 633–638. doi:10.1111/j.1745-6584.1989.tb00476.x.
3. ↑  Wösten, J.H.M. , Pachepsky, Y.A. , and Rawls, W.J. (2001). "Pedotransfer functions: bridging the gap between available basic soil data and missing soil hydraulic characteristics". Journal of Hydrology. 251 (3–4): 123–150. doi:10.1016/S0022-1694(01)00464-4.{{cite journal}}:  نگهداری یادکرد:نام‌های متعدد:فهرست نویسندگان (link)
4. ↑  Liu, Cheng «Soils and Foundations.» Upper Saddle River, New Jersey:  Prentice Hall, 2001  ISBN 0-13-025517-3
5. ↑  S.B.Hooghoudt, 193۴, in Dutch. Bijdrage tot de kennis van enige natuurkundige grootheden van de grond. Verslagen Landbouwkundig Onderzoek No. ۴۰ B, p. ۲۱۵-۳۴۵.
6. ↑  C.H.M. van Bavel and D. Kirkham, 1948. Field measurement of soil permeability using auger holes. Soil. Sci. Soc. Am. Proc 1۳:۹۰-۹۶.
7. 1 2 3  Determination of the Saturated Hydraulic Conductivity. Chapter 12 in: H.P.Ritzema (ed. , 1994) Drainage Principles and Applications, ILRI Publication 16, p.43۵-۴۷۶. International Institute for Land Reclamation and Improvement, Wageningen (ILRI), The Netherlands.   70754 3 3۹. Free download from:  , under nr. 6, or directly as PDF:
8. ↑  Drainage research in farmers' fields: analysis of data. Contribution to the project “Liquid Gold” of the International Institute for Land Reclamation and Improvement (ILRI), Wageningen, The Netherlands. Free download from:  , under nr. 2, or directly as PDF:
9. ↑  J.Boonstra and R.A.L.Kselik, SATEM 200۲: Software for aquifer test evaluation, 200۱. Publ. 57, International Institute for Land reclamation and Improvement (ILRI), Wageningen, The Netherlands.  -70754-54-1 On line:  بایگانی‌شده  در ۹ ژانویه ۲۰۰۷ توسط Wayback Machine